# نور گیوغ
نور گیوغ (به ارمنی: Նոր Գյուղ) یک شهر در ارمنستان است که در استان کوتایک واقع شده‌است.    در  کیلومتری شمال هرازدان، مرکز استان کوتایک واقع شده است.

## خصوصیات
نور گیوغ  ۱٬۵۸۸ نفر جمعیت دارد و در ارتفاع  متر بالاتر از سطح دریا قرار گرفته است.